# Energía Argentina Sociedad Anónima
Energía Argentina Sociedad Anónima (Enarsa) é uma companhia petrolífera estatal da Argentina.

## História
A companhia foi estabelecida em 2004 por iniciativa do então presidente Néstor Kirchner.